# 九一式水上偵察機
九一式水上偵察機
- 用途：偵察機
- 分類：艦載機
- 設計者：佐渡次郎、鈴木為文
- 製造者：横須賀海軍工廠、川西航空機
- 運用者：大日本帝国海軍
- 生産数：10機
- 運用状況：退役

九一式水上偵察機（きゅういちしきすいじょうていさつき）は、大日本帝国海軍の潜水艦搭載偵察機。試作名称は横廠式二号水上偵察機。略符号は「E6Y」。

## 概要
1927年（昭和2年）に試作された横廠式一号水上偵察機に続くより進歩した潜水艦搭載偵察機として、横須賀海軍工廠（横廠）の佐渡次郎機関少佐・鈴木為文技師によって設計を開始。1929年（昭和4年）に試作機が完成した。1931年（昭和6年）9月に伊号第五十一潜水艦（伊51）で行われた飛行試験で好成績を収め、1932年（昭和7年）1月に制式採用された。
制式採用後の生産と改良は川西航空機によって行われ、川西の生産機はエンジンの換装や機体の改修などを行った社内名称「N型水上偵察機」となっている。総生産機数は10機で、うち8機が川西機である。1933年（昭和8年）5月には伊51でカタパルト発射試験に成功。その後は実用試験や訓練に用いられた。
機体はイギリス海軍の潜水艦搭載偵察機パーナル ペトを参考にした複葉双フロートの水上機で、金属製および木製骨組みに羽布張り。潜水艦搭載機のため、短時間で組み立て・分解が可能だった。エンジンは、横廠の試作機は三菱「モングース」（離昇150 hp）を搭載していたが、川西の量産機は瓦斯電「神風」を装備していた。

## 諸元（量産機）
- 全長：6.89 m
- 全幅：8.00 m
- 全高：2.83 m
- 主翼面積：16.88 m2
- 自重：590 kg
- 全備重量：800 kg
- エンジン：瓦斯電 神風 空冷星型7気筒（最大160 hp） × 1
- 最大速度：169 km/h
- 巡航速度：126 km/h
- 実用上昇限度：3,320 m
- 航続時間：2.06時間
- 乗員：1名